# Pasta térmica

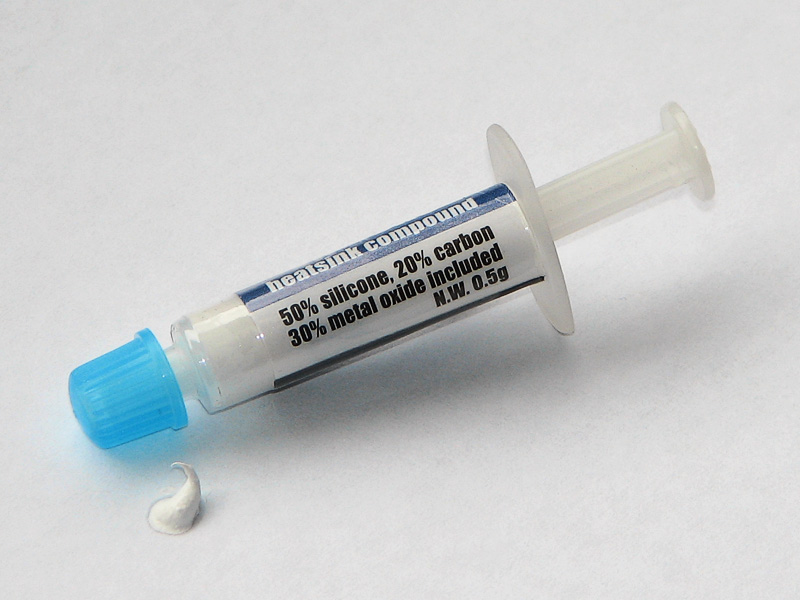
Compuesto de silicona térmica.

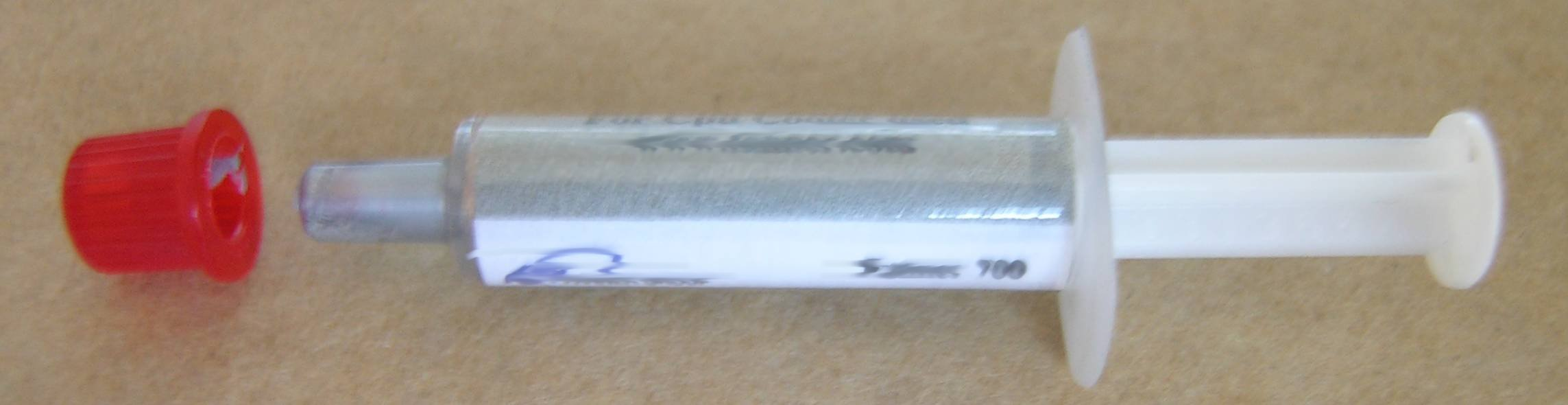
Compuesto metálico (plata) térmico.

La pasta térmica, también llamada grasa silicon, silicona térmica, masilla térmica o grasa térmica (o también "pasta, silicona, masilla o grasa para semiconductores"), es una sustancia que incrementa la conducción de calor entre las superficies de dos o más objetos que pueden ser irregulares y no hacen contacto directo. En electrónica e informática, es frecuentemente usada para ayudar a la disipación del calor de componentes mediante un disipador.

## Composición
La pasta térmica consiste en una matriz líquida polimerizable y fracciones de gran volumen de grasa eléctricamente aislante al mismo tiempo que conductor de calor. Los materiales típicos de la matriz son epoxis, siliconas, uretanos y acrilatos; también hay disponibles sistemas a base de solventes, adhesivos termofusibles y cintas adhesivas sensibles a la presión. El óxido de aluminio, el nitruro de boro, el óxido de zinc y, cada vez más, el nitruro de aluminio se utilizan como relleno para este tipo de adhesivos. La carga del relleno puede llegar a ser de hasta un 70-80 % en masa, y aumenta la conductividad térmica de la matriz base de 0,17-0,3 W/(m-K) (vatios por metro-kelvin) hasta aproximadamente 2 W/(m-K).
Los compuestos térmicos de plata pueden tener una conductividad de 3 a 8 W/(m-K) o más. Sin embargo, la grasa térmica a base de metal puede ser conductiva y capacitiva eléctricamente; si algunos fluyen hacia los circuitos, puede causar un mal funcionamiento y daños.

## Propiedades
La propiedad más importante de la grasa térmica es su conductividad térmica medida, por ejemplo, en vatios por metro-kelvin (W/(m·K)). La conductividad térmica típica para los compuestos térmicos de silicona y de óxido de zinc es de 0,7 a 0,9 W/(m·K). En comparación, la conductividad térmica del cobre es de 401 W/(m·K) y la del aluminio, de 237 W/(m·K). Los compuestos térmicos de plata pueden lograr una conductividad de 2 a 3 W/(m·K) e incluso superarla; incluso existen compuestos basados en el diamante con conductividad teórica entre 4 y 5 veces más.

## Aplicación en la informática

### Sobre la CPU
La pasta térmica será aplicada sobre el difusor térmico integrado, o bien, si carece de él sobre el encapsulado del microprocesador, teniendo especial cuidado al aplicar que no se esparza sobre otros elementos conductores presentes en la CPU como resistencias.
Se debe aplicar una cantidad justa adecuada, muchas veces poner un exceso de producto puede ser completamente contraproducente, empeorando la refrigeración que una cantidad justa, proporcional e idónea produciría.

### Sobre GPU
Del mismo modo que al aplicar a la CPU; sin embargo, este microprocesador carece siempre de difusor térmico integrado, así que debe aplicarse con más cuidado.

### Sobre chipsets
De la misma manera que sobre la GPU, carece de difusor térmico integrado.

## Propiedades de masilla
| Componente          | Conductividad térmica (300 K), W/(m·K) | Resistencia eléctrica (300 K), Ω·cm | Coeficiente de dilatación térmica, 10−6 K−1 | Cita  |
| ------------------- | -------------------------------------- | ----------------------------------- | ------------------------------------------- | ----- |
| Diamante            | 20-2000                                | 1016-1020                           | 0.8 (15-150 °C)                             | [ 2 ] |
| Plata               | 418                                    |                                     | 1.465 (0 °C)                                | [ 3 ] |
| Nitruro de aluminio | 100-170                                | >1011                               | 3.5 (300-600 K)                             | [ 4 ] |
| β-Nitruro de boro   | 100                                    | >1010                               | 4.9                                         | [ 5 ] |
| Óxido de zinc       | 25.2                                   |                                     |                                             | [ 6 ] |